# Presbytère de Bélaye
Le presbytère de Bélaye est un bâtiment situé à Bélaye, en France.

## Localisation
Le presbytère de Bélaye est situé dans le département français du Lot.

## Historique
Le bâtiment appelé le presbytère était l’entrée dans le bourg médiéval de Bélaye. Sous cette appellation se trouvent les vestiges du château épiscopal, de la demeure de l’archiprêtre et les restes de l’église Sainte-Catherine. En 1236, cette partie du castrum était appelée « lo cap del castel » (la tête du château), et était protégée par un fossé.
L'église Sainte-Catherine a été l'église paroissiale du castrum jusqu'à la construction de l'église Saint-Aignan appelée aussi église Grande au XIVe siècle. L'église Sainte-Catherine a été détruite au XIXe siècle. Il en reste le portail.
L'édifice est inscrit au titre des monuments historiques le 17 avril 1984.